# George Grenfell

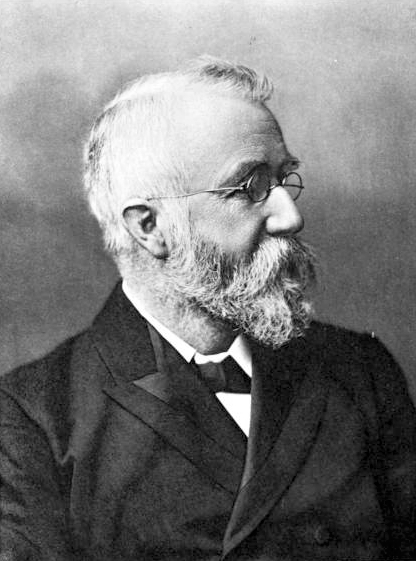
George Grenfell

George Grenfell, född den 21 augusti 1849 nära Penzance i Cornwall, död den 1 juli 1906 i Basoko vid Kongo,  var en engelsk missionär och Afrikaforskare.
Grenfell utsändes av Baptist Missionary Society 1878 till Kamerun och arbetade där i fyra år, varunder han gjorde ingående undersökningar av landet, meddelade till geografiska sällskapet i London ("Proceedings", 1882). Därefter förflyttades han till Kongoområdet, där han anlade stationen Manyanga och gjorde flera viktiga undersökningar rörande Kongobäckenet. Han upptäckte bland annat Kassai och Ubangi, for uppför den senare till 4° 30' nordlig bredd samt uppför Lomami till 1° 50' sydlig bredd och Kassai till dess förening med Lulua och kartlade 1887 Kwango (i "Geographical Journal", 1902).